# Shauna O'Brien
Shauna O'Brien (Pasco, Washington, 17 oktober 1970) is een actrice in B films en Amerikaanse adult movies. Ze is opgegroeid op een boerderij met alleen maar oudere broers. Op haar 18e ging ze naar Los Angeles, waar ze een carrière als model en actrice wilde hebben. Haar beroemdste optreden in een film is waarschijnlijk in Emmanuelle 2000.
Soms acteert ze onder de namen Steve Jean, Shana O'Brien of Shawna O'Brien.
Als Steve Jean werd ze Penthouse Pet of the Month in de Amerikaanse Playboy in januari 1992.
Nu beheert ze een website in adult-content.